# Nyctibatrachidae
Nyctibatrachidae – rodzina płazów z rzędu bezogonowych (Anura).

## Zasięg występowania
Rodzina obejmuje gatunki występujące w Ghatach Zachodnich w Indiach oraz w Sri Lance.

## Podział systematyczny
Do rodziny należą następujące podrodziny:
- Astrobatrachinae Vijayakumar, Pyron, Dinesh, Torsekar, Srikanthan, Swamy, Stanley, Blackburn & Shanker, 2019 – jedynym przedstawicielem jest Astrobatrachus kurichiyana Vijayakumar, Pyron, Dinesh, Torsekar, Srikanthan, Swamy, Stanley, Blackburn & Shanker, 2019
- Lankanectinae Dubois & Ohler, 2001
- Nyctibatrachinae Blommers-Schlösser, 1993